# Route européenne 901
Pour les articles homonymes, voir E901 et Route 901.
La route européenne 901 relie Madrid à Valence.